# Aethaloida packardaria
Aethaloida packardaria är en fjärilsart som beskrevs av George Duryea Hulst 1888. Aethaloida packardaria ingår i släktet Aethaloida och familjen mätare. Inga underarter finns listade i Catalogue of Life.